# Fœtopathologie
La fœtopathologie est une discipline médicale qui réalise l’examen médical approfondi des fœtus issus des échecs de la reproduction humaine, qu'il s'agisse de fœtus issus d'une interruption spontanée de la grossesse (fausses couches, morts fœtales in utéro), ou de fœtus issus d'une interruption médicale de grossesse (le plus souvent à la suite d'une ou plusieurs anomalies fœtales en anténatal). L'examen des nouveau-nés décédés en période néonatale, c'est-à-dire avant 28 jours de vie, relève également de la fœtopathologie. 
L'examen fœtopathologique comporte plusieurs étapes :
- imagerie post-mortem: radiologie conventionnelle, plus rarement tomodensitométrie ou IRM ;
- examen externe, mesure de paramètres de taille, photographies ;
- examen interne  (autopsie), photographies, mesure du poids des organes, prélèvements pour examen histologique ;
- examen du placenta ;
- analyses de biologie médicale, tels des examens cytogénétiques ou moléculaires, virologique et bactériologies, biochimiques, si nécessaire.

L'examen fœtopathologique est fait avec l'accord et à la demande des parents.
Le but de l'examen fœtopathologique est d'aboutir à l'identification de la cause du décès ou de la malformation fœtale afin de permettre un conseil et une prise en charge optimale d'une éventuelle grossesse ultérieure.